# Daan Soete
Daan Soete (* 19. Dezember 1994 in Herentals) ist ein belgischer Radrennfahrer.

## Sportlicher Werdegang
Soete wuchs in Herentals auf, wo er zunächst Cyclocross fuhr und viel mit dem gleichaltrigen Wout van Aert trainierte. 2012 wurde er belgischer Juniorenmeister im Sprint gegen van Aert. Danach entwickelte sich seine Karriere nicht wie erhofft, auch wegen gesundheitlicher Probleme. Dennoch gehörte er zur erweiterten Weltspitze, erreichte zweimal das Podium bei Weltcup-Rennen (Waterloo 2017, Iowa City 2019) und war ebenso oft unter den besten Zehn bei Weltmeisterschaften (2018, 2022). 2018 gewann er die Erstausgabe des Rapencross von Lokeren trotz der Präsenz von Wout van Aert und Mathieu van der Poel. Ab 2020 fuhr er für das Team Hens-Maes bzw. Deschacht-Hens, ab Ende 2024 für das Ridley Racing Team.
Während der Sommersaison war Soete in mehreren anderen Radsport-Disziplinen aktiv. Im Straßenradsport waren seine höchsten Erfolge zwei Etappengewinne in der Oberösterreich-Rundfahrt, hauptsächlich betrieb er jedoch Offroad-Disziplinen. Bei den belgischen Mountainbike-Meisterschaften war er von 2018 bis 2024 fünfmal Zweiter oder Dritter in den Cross-Country-Disziplinen; 2024 gewann er den Titel im Beachrace. Im Gravelrennen war er 2024 Zweiter der belgischen Meisterschaften und gewann mit dem 3Rides Gravel Race bei Aachen ein Rennen der UCI Gravel World Series.

## Erfolge
| 2011/2012 Belgischer Meister (Junioren) 2024 ein Rennen UCI Gravel World Series 2024 Belgischer Meister – Beachrace | 2017 Bergwertung Ster ZLM Toer 2021 Prolog Oberösterreich-Rundfahrt 2022 Prolog Oberösterreich-Rundfahrt 2023 Bergwertung Oberösterreich-Rundfahrt |